# Sejhval
Sejhvalen (Balaenoptera borealis) er en bardehval af finhval-familien. Den voksne sejhval bliver 12-16 m lang og vejer 20-30 t, og den er dermed den fjerdestørste af finhvalerne (efter blåhval, finhval og pukkelhval). Sejhvalen findes i alle verdenshave og foretrækker dybt vand langt fra kysterne. Sejhvalen vandrer i lighed med de øvrige bardehvaler mellem polare områder om sommeren til tempererede og subtropiske farvande om vinteren.
Sejhvalen har fået sit navn efter torskefisken sej, der forekommer i store mængder langs Norges kyst på samme tid som sejhvalerne ses. Sejhvalen spiser dog ikke sej, men lever af vandlopper (copepoder), lyskrebs og andet dyreplankton som den filtrerer ud af vandet med sine barder.
Den samlede bestand af sejhval blev i 2008 skønnet til ca. 80.000 dyr, omkring en tredjedel af bestandstørrelsen før den kommercielle fangst på sejhval begyndte. Fangst af sejhval er især foregået i første halvdel af 1900-tallet, med en skønnet samlet fangst på over 250.000 sejhvaler. Sejhvaler er i dag beskyttet mod jagt gennem hvalfangstkommissionens moratorium på hvalfangst, men en begrænset fangst forgår stadig i Island og Japan.

## Refrencer
1. ↑  
Reilly, S.B., Bannister, J.L., Best, P.B., Brown, M., Brownell Jr., R.L., Butterworth, D.S., Clapham, P.J., Cooke, J., Donovan, G.P., Urbán, J. & Zerbini, A.N. (2008). Balaenoptera borealis. 2008 IUCN Red List of Threatened Species. IUCN 2008. Hentet den 7 October 2008.
2. ↑  
Gambell, R. (1985). "Sei Whale 'Balaenoptera borealis Lesson, 1828".  I Ridgway, S.H.; Harrison, R. (red.). Handbook of Marine Mammals, Vol. 3. London: Academic Press. s. 155-170.
3. ↑  Jefferson, Thomas, Marc A. Webber, and Robert L. Pitman (2008). Marine Mammals of the World: A Comprehensive Guide to their Identification. London: Academic.
4. ↑  NOAA, Office of Protected Resources – Sei whale.
5. ↑  
Horwood, J. (1987). The sei whale: population biology, ecology, and management. Kent, England: Croom Helm Ltd. ISBN 0-7099-4786-0.
6. ↑  Berzin, A. 2008. The Truth About Soviet Whaling (Marine Fisheries Review), pp. 57–8.